# 葛飾直久
葛飾 直久（かつしか なおひさ、生没年不詳）とは明治時代の浮世絵師。

## 来歴
葛飾北斎系の絵師であるが、誰に師事したかは不明。明治10年頃、画姓として葛飾を称し直久と号して『小学指教図』に10図を描いている。